# Agapetus dakkii
Agapetus dakkii là một loài Trichoptera trong họ Glossosomatidae. Chúng phân bố ở miền Cổ bắc.